# Битва у озера Стони
Битва у озера Стони (англ. Battle of Stony Lake) — сражение между сиу и армией США, произошедшее 28 июля 1863 года на территории современного американского штата Северная Дакота. Это сражение стало третьим и последним для карательной экспедиции армии США под руководством Генри Сибли.

## Предыстория
После сражений при Биг-Маунде и у озера Дэд-Баффало индейцы продолжали отступать на запад. Воины как могли, задерживали колонну американских солдат, прикрывая бегство своих женщин и детей к реке Миссури. Генри Сибли ожидал, что он может заманить индейцев в ловушку между своими войсками и войсками генерала Альфреда Салли, который поднимался вверх по реке Миссури, имея в своём расположении 1200 солдат.
27 июля, на следующий день после сражения у озера Дэд-Баффало, американская армия проделала путь длиной в 37 километров и остановилась близ озера Стони, разбив там лагерь на ночь. На следующее утро Генри Сибли продолжил свой путь по следам индейцев. Примерно через два часа после возобновления погони, его разведчики сообщили о большом конном отряде сиу, наступающем на колонну Сибли.

## Сражение
Индейцы решили контратаковать армию Сибли, чтобы заставить солдат прекратить преследование. Предупреждённый об их приближении, генерал дал команду сомкнуть свою растянувшуюся колонну, выслал стрелков и развернул артиллерию. Воины сиу вскоре появились на холмах полукругом с дугой в 9 километров вокруг сил Сибли. Бригадный генерал оценил их численность в 2200—2500 человек. Сиу позже сообщали, что их армия насчитывала 1600 воинов. Большинство индейцев были вооружены только луками и стрелами, что делало бой на расстоянии более 90 метров неэффективным.
Окружив колонну армии США, индейцы принялись выискивать слабые места. 10-й Миннесотский полк полковника Джеймса Бейкера продвигался вперёд, отстреливаясь, при поддержке двух горных гаубиц. 6-й и 7-й Миннесотские полки развернулись слева и справа от обоза Сибли. Атаки пехотных рот выбили индейцев с нескольких холмов. Вскоре сиу были вынуждены отступить. Сибли не стал преследовать их, так как его люди были вымотаны и нуждались в отдыхе.
Потери индейцев неизвестны, но, вероятно, незначительны. Три воина были сбиты с лошадей артиллерийским снарядом, у американцев пострадавших не было.
После ухода враждебных индейцев Сибли беспрепятственно проделал путь в 29 километров и разбил лагерь на Эппл-Крик, примерно в 16 километрах к юго-востоку от современного Бисмарка, Северная Дакота. Он ожидал встретить Альфреда Салли, который должен был плыть вверх по реке Миссури на пароходе, но его нигде не было видно. На следующее утро, 29 июля, Сибли послал две гаубицы и своих конных рейнджеров вперёд примерно на 19 км, чтобы попытаться помешать сиу пересечь реку Миссури, но опоздал, большинство из них переправились накануне, но в своем поспешном бегстве были вынуждены бросить почти всю свою утварь.
Некоторые индейские воины всё ещё находились на восточном берегу Миссури, и солдаты обстреляли их, заставив переплыть реку на более безопасный западный берег, где они продолжали стрелять с большого расстояния по американскому войску. Двое из людей Сибли, отделившихся от основной массы солдат, были убиты. Генерал разбил лагерь у реки и следующие три ночи подвергался постоянным мелким нападениям со стороны индейцев, которые жгли траву и продолжали обстреливать солдат. Оставшись без припасов и ввиду отсутствия подкрепления, Сибли решил 31 июля прекратить операцию и вернуться в Миннесоту, посчитав, что его армия сильно измотана в боях с сиу.

## Итоги
Сибли назвал свою карательную экспедицию успешной, поскольку смог оттеснить сиу на запад через реку Миссури, подальше от поселений белых людей. Он указал в рапортах, что убил и ранил 150 индейцев в трёх сражениях, потеряв при этом 6 солдат убитыми. Вождь санти Стоящий Бизон утверждал позднее, что было убито только 13 индейцев. Установить точные потери сиу не представляется возможным, так как нельзя точно определить, сколько индейских воинов действительно участвовало в битвах с генералом Сибли.
3 августа, через три дня после того, как армия Сибли покинула берега Миссури и вернулась в Миннесоту, сиу напали на речной плот и убили 22 человека. Позднее они совершили рейд на территорию Миннесоты и от их рук пало 16 поселенцев. Таким образом, хоть Сибли и оттеснил большие силы враждебных индейцев, обезопасить новые поселения белых он не смог. Позже, осенью того же года, Альфред Салли, запоздавший с объединением сил с армией Сибли, встретился с сиу в битве при Уайтстоун-Хилле.